# Dupleks (telekomunikacja)

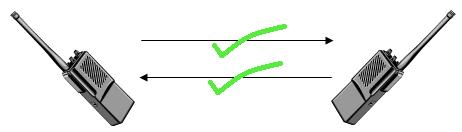
Transmisja typu pełny dupleks

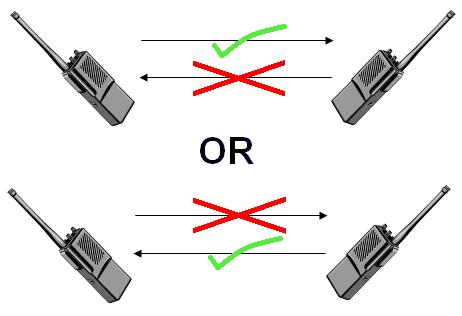
Transmisja typu półdupleks

Dupleks, także transmisja dwukierunkowa (ang. duplex) – połączenie, w którym możliwe jest nadawanie i odbieranie informacji w obu kierunkach. Nadajnik i odbiornik mogą zamienić się funkcjami lub pełnią te funkcje jednocześnie.
Wyróżnia się następujące typy dupleksu:
- dupleks, pełny dupleks (ang. full duplex) – informacje są przesyłane w obu kierunkach jednocześnie, bez spadku transferu, np. telefonia stacjonarna, telefonia komórkowa, Ethernet;
- półdupleks (ang. half duplex) – zwany też semidupleksem lub połowicznym dupleksem – wersja ograniczona dupleksu, w której przesyłanie i odbieranie informacji odbywa się naprzemiennie, powodując spadek prędkości transmisji, np. CB radio, walkie-talkie.